# شیرمحمد اسپندار
شیرمحمد اسپندار (زادهٔ ۱۳۰۶) نوازنده ساز دونلی اهل ایران در بلوچستان است.

## زندگی
شیرمحمد اسپندار در سال ۱۳۰۶ خورشیدی در بمپور متولد گردید. در نوجوانی به کراچی پاکستان رفت و در سال ۱۳۳۷ پس از کسب تجربه در زمینهٔ موسیقی به ایران بازگشت. وی تا سال ۱۳۶۲ برای نواختن موسیقی بلوچی از تک نی هم استفاده می‌کرده است.
او موفق به کسب دکترای افتخاری موسیقی سنتی از فرانسه و دیپلم افتخار نوازندگی در ایران شده است. تندیس او و نخستین دونلی در موزه تهران به یادگار گذاشته شده است.
تندیس او و نخستین دونلی درموزه تهران به یادگار گذاشته شده است. وی نواختن دونی را با نگاه کردن به انگشتان کسی که همزمان در دو نی می‌نواخته، فراگرفته است. در حال حاضر تنها نوازنده دو نلی در ایران که در جشنواره پارسال و امسال جایزه ویژه جشنواره فجر را دریافت کرد متأسفانه شاگردی که کار وی را دنبال کند، ندارد.
آن گونه که شیرمحمد اسپندار می‌گوید تنها یک نفر در استان سیستان و بلوچستان، نواختن دونلی را از او آموخته که آن یک نفر هم در سال ۱۳۹۰ بر اثر سانحه تصادف از دنیا می‌رود.

## بیماری
وی از سال ۱۳۹۶ در بستر بیماری است و با با درآمد ماهیانه ۱۸۰ هزار تومان که از وزارت ارشاد دریافت می‌کند، زندگی خود را اداره می‌کند.

## آلبوم‌شناسی
- موسیقی بلوچستان، منتشر شده توسط مؤسسه فرهنگی هنری ماهور، مجوز انتشار شماره ۱۱۱۸، تابستان ۱۳۷۹

### آهنگ‌ها
1. لیکو دلگانی
2. ذوالجلال - گواتی
3. ساز بادی - گواتی
4. مست قلندر (آوازی) - گواتی
5. ذهیروک جبل / غزل
6. مست قلندر - (بدون آواز) - گواتی
7. سوت
8. کردی (آوازی)
9. قلندر، مست قلندر - گواتی
10. ساز بادی - گواتی
11. سوت براهویی
12. کلمپور (ساز بادی) - گواتی (آوازی)
13. ساز بادی - گواتی
14. غزل / ذکر لا اله الا الله
15. لیکو دلگانی

- اسپندار، منتشر شده توسط کانون پرورش فکری کودکان و نوجوانان، شماره ثبت: ۴۶۸۵ از کتابخانه ملی ایران، ۱۳۸۱